# Croisances
Croisances korábbi község (település) Franciaországban, Haute-Loire megyében. 2016. január 1-jén Thoras községgel egyesült és az azonos nevű Thoras új község része lett.
Lakosainak száma 30 fő (2017. január 1.). Croisances Chambon-le-Château, Saint-Symphorien, Alleyras, Saint-Préjet-d’Allier, Saint-Vénérand, Thoras és Vazeilles-près-Saugues községekkel határos.

## Népesség
A település népességének változása:
| Lakosok száma | 91   | 90   | 80   | 70   | 49   | 36   | 35   | 34   | 33   | 30   |
|               | 1962 | 1968 | 1975 | 1982 | 1990 | 2006 | 2008 | 2011 | 2013 | 2017 |